# Ластман, Мел
Мелвин Дуглас (Мел) Ластман (англ. Melvin Douglas 'Mel' Lastman; 9 марта 1933, Торонто — 11 декабря 2021, там же) — канадский предприниматель и политик. Основатель сети мебельных магазинов Bad Boy, мэр Норт-Йорка (1972—1997) и объединённого Торонто (1998—2003).

## Биография

### Молодость и коммерческий успех
Мел Ластман родился в 1933 году в Торонто в семье иммигрантов из Польши Луиса и Розы Ластман и вырос в иммигрантском квартале Кенсингтон-Маркет. Его родители, поженившиеся в 1932 году, потеряли свои сбережения в результате Великой депрессии; отец работал на шляпной фабрике и распространял газету Toronto Star, мать помогала в овощной лавке своих родителей. Семья, в которой вслед за Мелом появился ещё один мальчик, Аллен, жила в комнате над лавкой. Впоследствии Ластман вспоминал, как в детстве помогал родным торговать солениями на тротуаре перед лавкой.
В школьные годы Мел, несмотря на маленький рост, успешно занимался спортом. Он не преуспевал в учёбе из-за трудностей с чтением (позже он объяснял это дислексией), но был популярен среди соучеников, избравших его президентом школьного совета. После 12 лет учёбы Ластман не стал продолжать образование, а нашёл работу в магазине электротоваров. В 1953 году он женился на 18-летней Мэрилин Борнстейн, за которой ухаживал ещё в школе. В этом браке впоследствии родились двое сыновей — Дейл и Блейн. В 1955 году Ластман открыл собственный магазин электротоваров, взяв ссуду в размере 2000 долларов. Способности к бизнесу помогли ему развить дело, превратив его в сеть магазинов мебели и электротоваров Bad Boy, в которой было более 40 отделений. Ластман продал сеть в 1976 году, но позже, в 1991 году, его сын Блейн восстановил торговую марку, телевизионная реклама которой с участием Ластмана-старшего в тюремной робе получила широкую известность.

### Муниципальная политика

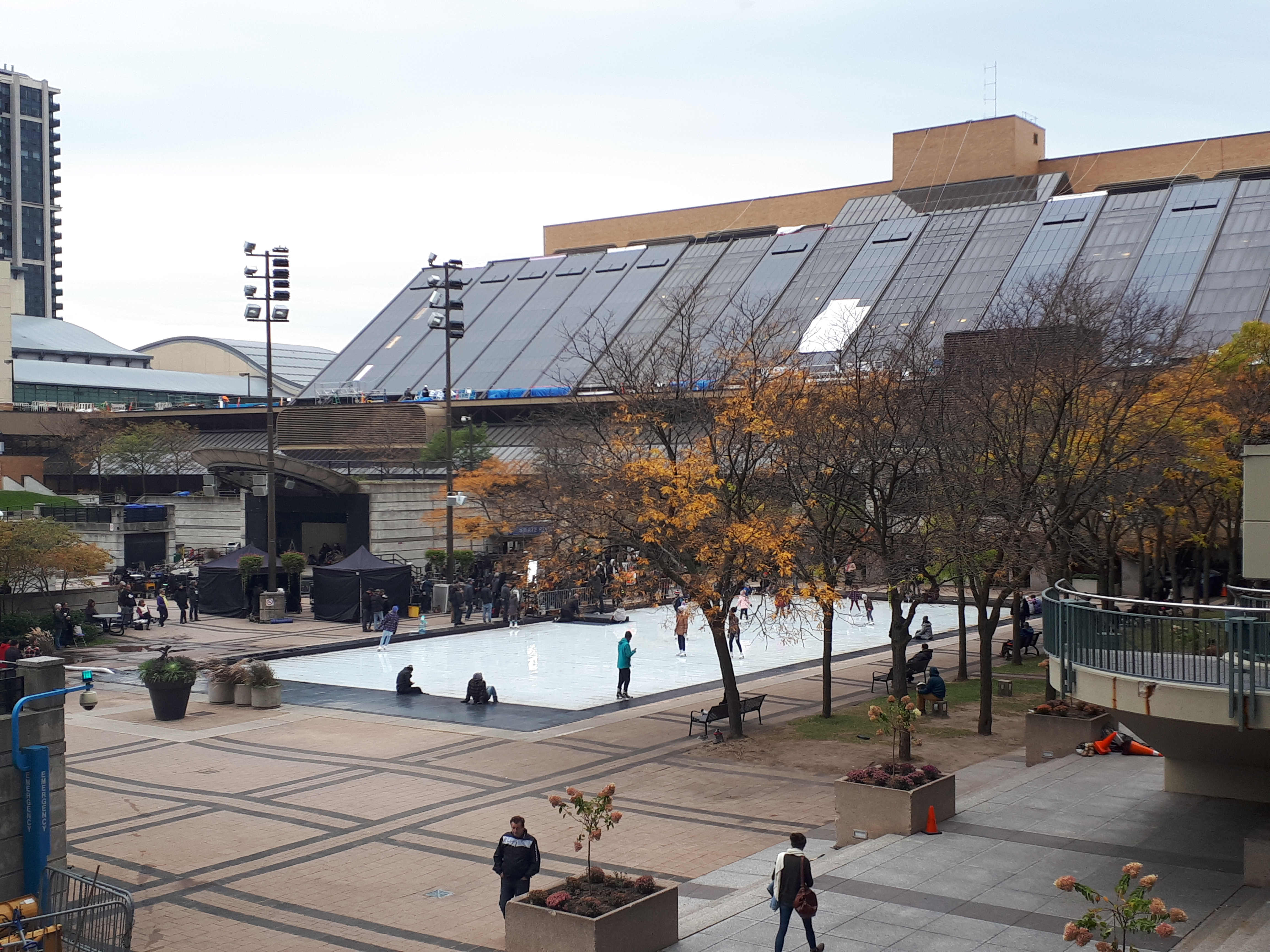
Площадь Мела Ластмана, Норт-Йорк

В 1969 году Ластман стал ревизором мэрии пригорода Торонто Норт-Йорка (заявив при этом, что понятия не имеет, чем занимается ревизор). В 1972 году он был избран мэром Норт-Йорка и в дальнейшем переизбирался на этот пост ещё 9 раз — достижение, занесённое в Книгу рекордов Гиннесса. В качестве мэра он проводил консервативную фискальную политику, несколько раз «замораживая» муниципальные налоги, и предпринимал значительные усилия по развитию делового сектора в Норт-Йорке. В период руководства Ластмана получила значительное развитие центральная часть Норт-Йорка, ставшая привлекательной для бизнеса и туризма. Он также боролся за прокладку в город новой ветки Торонтского метрополитена, известной как линия Шеппард (длина ветки была уменьшена под давлением провинциального правительства Онтарио). Друг Ластмана, в дальнейшем член муниципального совета Торонто, Гордон Чонг, вспоминал: «Когда я только переехал в Норт-Йорк, там не было ничего. За одно или два десятилетия ему удалось многого добиться в плане развития». Проект развития городского центра стоимостью в 5 млрд долларов завершился строительством площади, получившей впоследствии имя Мела Ластмана.
В конце 1990-х годов провинциальное правительство Майка Харриса приняло решение об интеграции Торонто и нескольких его пригородов в единый муниципалитет. Местные мэры, включая Ластмана, возражали против проекта интеграции, но когда она стала неизбежной, Ластман выставил свою кандидатуру на пост мэра объединённого Торонто. Его соперницей была действующая мэр Торонто Барбара Холл, которую поддерживала либеральная интеллигенция онтарийской столицы, выступавшая против рыночной политики главы Норт-Йорка и недовольная его скандальной манерой поведения. Несмотря на это, Ластман с самого начала предвыборной гонки считался явным фаворитом, хотя после дебатов и ряда неудачных публичных заявлений разрыв между ним и Ластман сократился. Одним из скандальных моментов гонки стало заявление Ластмана о том, что в Норт-Йорке нет бездомных, сделанное в тот самый день, когда в туалете местной бензоколонки была найдена мёртвой бездомная женщина. Представлявший в мэрии Торонто Новую демократическую партию Джек Лейтон заявил по этому поводу, намекая на личное богатство Ластмана: «Я думаю, окна в его лимузине слишком сильно затемнены».
После победы на выборах Ластман заявил, что намерен лично посетить каждое муниципальное учреждение Торонто так же, как в прошлом посетил каждое муниципальное учреждение Норт-Йорка. Когда ему сообщили, что таких учреждений более шести тысяч, новый мэр заметил только: «Это много работы». На посту мэра объединённого Торонто он взял на вооружение стиль «человека из народа», лично отвечая на звонки избирателей в ходе живых трансляций передачи кабельного телевидения Megacity Mel. При нём были созданы муниципальные комиссии по расследованию межрасовых отношений и вождения в нетрезвом виде.
Ластман, в определённый момент объявивший, что оценивает возможность отделения Торонто от Онтарио, повёл упорную борьбу с провинциальным правительством из-за высокой стоимости реструктуризации муниципальных услуг, связанной с объединением городов (правительство ожидало, что мэрия Торонто возьмёт на себя расходы по организации новых услуг общей стоимостью 276 миллионов долларов). Ему удалось добиться от руководства Онтарио беспроцентной ссуды на 200 миллионов и гарантий на дополнительные 50 миллионов. Помимо этого, Ластман сумал заручиться финансовой поддержкой провинциального и федерального правительств для проекта перестройки прибрежных кварталов города, которые должны были превратиться для Торонто в «ворота в мир». В 1999 году, когда в Торонто в результате сильнейшего снегопада выпало 100 см снега, мэр добился выделения воинских частей на расчистку улиц.
На выборах в мэрию Торонто в 2000 году Ластман был переизбран при поддержке 80 % голосовавших. Он возглавлял кампанию Торонто в борьбе за право проведения летних Олимпийских игр 2008 года, а в 2002 году, в преддверии визита в Канаду римского папы Иоанна Павла II, получил для своего города права на проведение Всемирного дня молодёжи, в рамках которого Торонто за июль 2002 года посетил миллион туристов. Администрация Ластмана также инициировала городскую программу сортировки твёрдого мусора, в рамках которой к 2003 году сортировалось 30 % мусора, к 2006 году — 60 % и к 2010 году — 100 %.
В то же время в течение второго срока на посту мэра Торонто Ластман оказался в центре серии скандалов. Первый из них разразился уже через две недели после выборов. Бывшая сотрудница сети Bad Boy Грейс Луи объявила, что Ластман на протяжении 14 лет состоял с ней в интимной связи, завершившейся в 1974 году, и является отцом двух её сыновей, которым к этому моменту было более чем по 40 лет. Ластман признал факт связи и то, что в 1974 году заплатил Луи 27,5 тысячи долларов за молчание, однако суд отказал ей в алиментах, так как она не заявляла о своих правах в течение 30 лет. Несмотря на разоблачение, Мэрилин Ластман на протяжении судебного разбирательства продолжала поддерживать мужа. В 2001 году Ластман, которому предстояла поездка в Момбасу для получения поддержки кандидатуры Торонто на проведение Олимпиады, уничижительно высказался о столице Кении, намекнув, что её жители до сих пор остались людоедами. Существует мнение, что эта реплика повлияла на исход выборов столицы Олимпиады-2008, на которых Торонто проиграл Пекину.
В 2003 году новый публичный скандал сопровождал выступление Ластмана в адрес Всемирной организации здравоохранения. Это произошло в разгар эпидемии ТОРС, когда ВОЗ выступила с рекомендацией туристам воздержаться от поездок в Торонто. Ластман, обеспокоенный ущербом для городской индустрии туризма, дал интервью сети CNN, в ходе которого путался в фактах, не зная ни симптомов болезни, ни количества госпитализированных в Торонто, ни роли и задач ВОЗ. В том же году в разгар публичной дискуссии, посвящённой проблеме байкерских банд в Торонто, Ластмана сфотографировали пожимающим руку члену самой известной из таких организаций — «Ангелы ада». В ответ мэр заявил, что никогда не отказывался пожать протянутую руку. В это же время были выдвинуты обвинения в адрес ряда сотрудников мэрии Торонто в участии в нецелевом использовании миллионов долларов из муниципальных фондов и коррупционных операциях в первые годы интеграции города. Ластман не был в числе обвиняемых, но этот скандал также сказался на его репутации.

### Последние годы жизни
В итоге Ластман в 2003 году принял решение об уходе из политической жизни. Остаток жизни он провёл в кругу семьи, деля время между домами в Торонто и Флориде. Бывший мэр неохотно соглашался на контакты с прессой и, когда пост градоначальника занял другой неоднозначный политик, Роб Форд, отказывался его публично критиковать. Исключение составила ситуация с гей-парадом в Торонто, от посещения которого Форд отказался. Ластман в связи с этим вспомнил, что первоначально также имел трения с организаторами гей-парада, но уже в 1998 году принял в нём участие, что, по его мнению, требовалось от «мэра для всех граждан». Его деятельность была отмечена званием почётного доктора Йоркского университета.
Ластман овдовел в январе 2020 года. Он скончался у себя дома в Торонто в декабре 2021 года, в возрасте 88 лет, оставив после себя двоих сыновей, и был похоронен в Норт-Йорке.